# Рославец, Пётр Иванович
Пётр Иванович Рославец (годы рождения и смерти неизвестны) — украинский военный и политический деятель XVII века, сотник почепский (1653—1657), полковник стародубский (1659—1663, 1668—1672, 1673—1676).

## Биография
Происходил из мещан города Почепа на Левобережной Украине. В 1653 году П. И. Рославец, несмотря на свою неграмотность, занимал чин сотника почепской сотни в составе Нежинского полка.
В 1657 году он был смещен с должности сотника, как это видно из универсала наказного полковника стародубского Якова Обуйноженка 1657 года, которым утверждалось за «Петром Рославчепком, козаком и полковым товарищем», занятое им на речке Косте место для устройства мельницы.
В 1660 году полковник нежинский Василий Золотаренко назначил Петра Рославца наказным полковником стародубским.
В 1663 году новый левобережный гетман Иван Мартынович Брюховецкий сформировал самостоятельный от Нежинского Стародубский полк и назначил Петра Рославца первым полковником нового казацкого полка. Однако уже в том же И. М. Брюховецкий отстранил от должности Петра Рославца и назначил стародубским полковником Ивана Плотника, одного из тех полковников, по выражению летописца Грабянки, были наставлены Брюховецким «з гультяйства Запорожского», из среды которого происходил и сам гетман.
В январе 1668 года гетман Иван Брюховецкий, запланировавший восстание против русского владычества, вторично назначил Петра Рославца полковником стародубским. В феврале того же года Пётр Рославец во главе стародубского полка принял активное участие в антироссийском восстании. Русский гарнизон (250 чел.) под командованием воеводы князя Игната Волконского, укрывавшийся в стародубском замке, был перебит и пленен, а сам воевода убит.
В июне 1668 года по приказу правобережного гетмана Петра Дорошенко был схвачен и убит Иван Брюховецкий. Пётр Дорошенко на короткое время объединил под своей властью Правобережную и Левобережную Украину. Все левобережные полковники, в том числе Петр Рославец, вынуждены были признать главенство Петра Дорошенко. Казацкие полки под предводительством П. Д. Дорошенко выступили против московского воеводы, князя Г. Г. Ромодановского, который с небольшим войском отступил из Котельвы в Путивль. Вскоре гетман Пётр Дорошенко вернулся в Чигирин, назначив наказным гетманом Левобережной Украины черниговского полковника Демьяна Игнатьевича Многогрешного, а своего брата Андрея оставил наместником в Гадяче. Андрей Дорошенко и Демьян Многогрешный получили от гетмана приказ изгнать русские гарнизоны из Переяславля, Нежина и Чернигова. Царский воевода князь Григорий Ромодановский с войском вступил на Гетманщину, где занял города Нежин и Чернигов, освободив от осады русские гарнизоны.
В октябре 1668 года полковник стародубский Пётр Рославец и полковник черниговский Демьян Многогрешный, соединив свои силы, принесли присягу на верность московскому царю Алексею Михайловичу. Полковники условились «чтоб друг на друга быть надежным». Новым гетманом Левобережной Украины был избран Демьян Многогрешный. В декабре 1668 года на старшинской раде в Новгороде-Северском Демьян Многогрешный был избран гетманом Северской Украины, в марте 1669 года на генеральной раде в Глухове Демьян Игнатьевич Многогрешный стал гетманом Левобережной Украины.
Управляя с 1668 года стародубским полком и пользуясь покровительством нового гетмана Демьяна Многогрешного, Пётр Рославец сделался полным властителем Стародубщины и стал бесконтрольно раздавать земли полковой старшине. Распоряжаясь войсковым имуществом, П. И. Рославец не обходил и себя, отчего сильно разбогател, нажив при этом много врагов и завистников.
С 1672 года отношения между Демьяном Многогрешным и Петром Рославцем ухудшились. Видя нескрываемую неприязнь к себе гетмана, Пётр Рославец в декабре 1672 года отказался от должности, «одмовляючись подешлых лет своих недолужностью». Гетман приказал арестовать Рославца и отправил в Батурин, где он был заключен в тюрьму. Демьян Многорешный отправил генерального есаула Павла Грибовича в Стародуб, который добился избрания новым полковником своего брата Савву Игнатовича Шумейко. Однако еще до своего заключения П. Рославец смог написать письмо своему покровителю, архиепископу черниговскому и новгород-северскому Лазарю Барановичу, который попросил гетмана освободить полковника из заключения. Гетман вышел из затруднения тем, что Павел Грибович, добившись в Стародубе избрания в полковники Саввы Шумейко (Шумко), вернулся в Батурин со множеством жалоб, поданных казаками стародубского полка на Петра Рославца. В своём письме к Лазарю Барановичу, от 2 февраля 1673 года, гетман Демьян Многогрешный оправдывался перед ним в заключении Петра Рославца указанием на эти жалобы.
В марте 1672 года казацкие старшины (генеральный обозный Пётр Забела, генеральные судья Иван Домонтович и Иван Самойлович, генеральный писарь Карп Мокриевич, полковники: переяславский Дмитрашко Райча, наказной нежинский Филипп Уманец и стародубский Петр Рославец) организовали заговор против гетмана Демьяна Многогрешного. Старшины арестовали гетмана в Батурине и отправили его в Москву. Карп Мокриевич и Пётр Рославец доставили скованного Демьяна Многогрешного в русскую столицу. В мае 1673 года царское правительство приговорило бывшего гетмана Демьяна и его брата Василия Многогрешных к смертной казни, которая в последний момент была заменена на ссылку в Сибирь.
В июне 1672 года на казацкой раде в Конотопе новым гетманом Левобережной Украины был избран Иван Самойлович Самойлович. Пётр Рославец вновь получил должность полковника стародубского и продолжал обогащаться. Иван Самойлович обращался с Петром Рославцем дружелюбно, но всегда с острожностью.

## Дело Петра Рославца
П. И. Рославец был настолько богат, что в 1674 году предложил Артамону Матвееву предоставить ему возможность поставлять вино в Москву, обещая взамен Матвееву неограниченное количество ведер вина. Рославец пользовался большой властью в своём полку и имел огромные богатства. Со временем Рославец стал тяготиться зависимостью от гетманской власти, задумал отделить Стародубский полк от остальной Гетманщины и войти в состав слободских полков, на которые власть гетмана не распространялась. Вначале Рославец сообщил о своём намерении полковой старшине и предложил ей ехать с ним в Москву, чтобы «бить челом» царю об освобождении стародубского полка из-под гетманской власти. Однако старшины и «значные» казаки не поддержали своего полковника. Они сообщили об этом гетману Ивану Самойловичу, который разрешил им избрать себе нового полковника вместо Петра Рославца. В июле 1676 года новым полковником стародубским был избран Тимофей (Тимош) Алексеевич.
В августе 1676 года стародубский полковник Пётр Рославец с полковой делегацией прибыл в Москву. 11 августа он подал донос на гетмана Ивана Самойловича. Рославец заявил, что «гетман, в противность постановления избирательной рады, избирает компании и, признавши из-за Днепра 500 козаков, приказал расположить их на становище в Стародубском полку; — гетман без совета со старшинами облагает народ новоустановленными податьми, берут даже с козачьих мельниц и с козачьих винокурен, чего не следовало по войсковому праву; кроме того, берут на двор гетманский всякие запасы; гетману воспрещено, без совета старшин, отставлять чиновных людей, а он меня от полковничества оставил и дал полковничество атаману Тимохе".
Также П. И. Рославец просил царя изъять Стародубский полк вместе с городами Стародуб, Почеп, Погар и Мглин из состава Гетманщины и включить его в состав слободских полков. Однако московское правительство взяло сторону гетмана Демьяна Многогрешного и 15 августа приказало арестовать полковника Петра Рославца до царского указа. 20 августа Пётр Рославец бежал из-под ареста, но был пойман и заключен в кандалы.
19 августа московское правительство отправило к гетману Ивану Самойловичу в Батурин стольника Семёна Алмазова с царской грамотой. На встрече с царским посланником Иван Самойлович сообщил ему обстоятельства и причины измены стародубского полковника Петра Рославца. Перед отъездом С. Алмазова гетман вручил ему грамоту в Малороссийский приказ, в которой просил прислать П. Рославца из Москвы на войсковой суд на Украину. Также гетман через стольника Алмазова передал письмо для Петра Рославца:

«Рославец! Что это пришло тебе? Без всякой данной от нас причины, сверх ожидания моего и всех украинских людей, учинился ты нам противником, направился туда, куда не должен был ехать, и дерзнул без стыда и страха Божия оговорить нас пред царским престолом в том, чего нам и не грезилось! Не думаю, чтоб сам собою ты затеял такое шалопутное дело. Кто-то подал тебе в том совет. По чьим возбуждениям ты схватился за такое малоумие? Исповедай все по святой правде перед синклитом царского величества, и тебе самому будет легче. Прежде желательный тебе Иван Самойлович, гетман Войска Запорожского»— Костомаров Н. И. Руина. — М.: «Чарли», 1995. — С 309. — ISBN 5-86859-0-18-X
По прошению гетмана Ивана Самойловича царские власти 10 сентября отправили арестованного Петра Рославца под охраной стрельцов на войсковой суд старшины. 2 октября стольник Семён Алмазов, сопровождавший арестанта, передал его гетману в Переяславле. Иван Самойлович приказал доставить Петра Рославца в гетманскую столицу — Батурин, приказав содержать его под караулом.
6 января 1677 года в Батурин состоялся войсковой суд над Петром Рославцем. В состав судебной комиссии входили генеральный обозный П. Забела, генеральные судьи И. Домонтович и П. Животовский при участии полковников, полковых судей и войтов городов Киева, Нежина и Чернигова. Гетмана представляли генеральный бунчужный Л. Полуботок и генеральный писарь С. Прокопович. На войсковом суде бывший стародубский полковник Пётр Рославец был приговорен к смертной казни. 12 января должна была состояться казнь Рославца. В этот день Иван Самойлович прочитал царскую грамоту о даровании преступнику жизни. Пётр Рославец избежал смерти, но был заключен в тюрьму. Его имущество и богатая казна были конфискованы. Войсковой суд приговорил его «на вечное бесчестье с тем, чтоб он никогда не был назначен ни в самый наименьший чин, был бы отлучен от жены и сродников и во все время жития своего ни в каком съезде между честными особами в Молороссийском крае не имел участия». По царскому указу Пётр Рославец был доставлен в Москву, откуда его отправили в ссылку в Сибирь, где он скончался.

## Семья
Был женат на Анне Васютинской, от брака с которой имел сына Семёна и дочь Агафью.
Семён Рославец вначале был священником в Почепе, затем постригся в монахи и основал Костянский монастырь, настоятелем которого он являлся около двадцати лет. После ссылки отца Семён Рославец получил во владение небольшую часть отцовских имений, а остальные были конфискованы гетманом.
Дочь Агафья была замуж за священником из Стародуба. В 1695 году она жаловалась архиепископу черниговскому Феодосию Полоницкому-Углицкому на своего брата Семёна, который самовольно завладел имениями отца и дяди Авдея Рославца.
Пётр Рославец имел трёх братьев (Авдея, Андрея и Ивана). Авдей служил казацким сотником в Почепе, а Андрей и Иван были почепскими мещанами. Авдей и Андрей скончались, не оставив детей. Дворянский род Рославцев происходит от третьего брата Ивана.